# Comuna Torosove, Zaharivka
Torosove (în ucraineană Торосове) este o comună în raionul Zaharivka, regiunea Odesa, Ucraina, formată din satele Ivanivka, Torosove (reședința), Maloroșove și Volodîmîrivka.

## Demografie
Componența lingvistică a comunei Lenine
     Ucraineană (94,74%)
     Română (2,74%)
     Rusă (2,32%)
     Alte limbi (0,21%)
Conform recensământului din 2001, majoritatea populației comunei Lenine era vorbitoare de ucraineană (94,74%), existând în minoritate și vorbitori de română (2,74%) și rusă (2,32%).